# Hubert Stromberger
Hubert Stromberger (?, 18 de janeiro de 1963) é um ex-automobilista austríaco.
Disputou apenas a temporada de 1995 da extinta Champ Car, pela Project Cart. Sua única corrida na categoria foi o GP de Elkhart Lake, onde largou em 27º e terminou em 17º.
Tentou se classificar para a corrida de Mid-Ohio, mas não logrou classificação.